# Printzheim
Printzheim (deutsch Prinzheim; historisch auch: Breunsheim) ist eine französische Gemeinde mit 202 Einwohnern (Stand 1. Januar 2021) im Département Bas-Rhin in der Region Grand Est (bis 2015 Elsass).

## Geografie
Printzheim liegt im Pays de Hanau, das in etwa dem Gebiet der ehemaligen Grafschaft Hanau-Lichtenberg entspricht, zwischen Gottesheim im Süden und dem Weiler Riedheim, der zu Bouxwiller gehört, im Norden, 10 Kilometer nordöstlich von Saverne und 30 Kilometer nordwestlich von Straßburg, östlich der Vogesen. Der Schnurgraben fließt durch das Gemeindegebiet.

## Geschichte

### Mittelalter
Die älteste erhaltene Nennung von Printzheim stammt aus dem Jahr 1255.
Prinzheim gehörte als Allod schon Anfang des 13. Jahrhunderts den Herren von Lichtenberg. Sie ordneten es dem Amt Buchsweiler zu, das am Anfang des 14. Jahrhunderts als Amt der Herrschaft Lichtenberg entstand. Anlass kann die Landesteilung gewesen sein, die um 1330 zwischen Johann II. von Lichtenberg, aus der älteren Linie des Hauses, und Ludwig III. von Lichtenberg stattfand. Dabei fiel Prinzheim in den Teil des Besitzes, der künftig von der älteren Linie verwaltet wurde.
Anna von Lichtenberg (* 1442; † 1474), Tochter von Ludwig V. von Lichtenberg (* 1417; † 1474), und eine von zwei Erbtöchtern mit Ansprüchen auf die Herrschaft, heiratete 1458 den Grafen Philipp I. den Älteren von Hanau-Babenhausen (* 1417; † 1480). Der hatte eine kleine Sekundogenitur aus dem Bestand der Grafschaft Hanau erhalten, um sie heiraten zu können. Durch die Heirat entstand die Grafschaft Hanau-Lichtenberg. Nach dem Tod des letzten Lichtenbergers, Jakob von Lichtenberg, eines Onkels von Anna, erhielt Philipp I. d. Ä. 1480 die Hälfte der Herrschaft Lichtenberg. Die andere Hälfte gelangte an seinen Schwager, Simon IV. Wecker von Zweibrücken-Bitsch. Das Amt Buchsweiler – und damit auch Prinzheim – gehörten zu dem Teil von Hanau-Lichtenberg, den die Nachkommen von Anna erbten.

### Neuzeit
Graf Philipp IV. von Hanau-Lichtenberg (1514–1590) führte nach seinem Regierungsantritt 1538 die Reformation in seiner Grafschaft konsequent durch, die nun lutherisch wurde.
Mit der Reunionspolitik Frankreichs unter König Ludwig XIV. kam das Amt Buchsweiler unter französische Oberhoheit. Nach dem Tod des letzten Hanauer Grafen, Johann Reinhard III. 1736, fiel das Hanau-Lichtenberg – und damit auch das Amt Buchsweiler – an den Sohn seiner einzigen Tochter, Charlotte, Landgraf Ludwig (IX.) von Hessen-Darmstadt.
Mit dem durch die Französische Revolution begonnenen Umbruch wurde Prinzheim französisch. Es erhielt 1793 den Status einer Gemeinde (als Prinzheim) und 1801 das Recht auf kommunale Selbstverwaltung (unter dem heutigen Namen). Im November 1793 während des ersten Koalitionskriegs besiegte die französische Revolutionsarmee bei Printzheim die österreichischen Truppen. Der Schnurgraben fließt durch das Gemeindegebiet. Von 1871 bis 1919 gehörte die Gemeinde zu Deutschland.

### Bevölkerungsentwicklung
| Jahr      | 1798 | 1962 | 1968 | 1975 | 1982 | 1990 | 1999 | 2007 | 2017 |
| Einwohner | 237  | 213  | 215  | 206  | 208  | 192  | 211  | 213  | 202  |

## Sehenswürdigkeiten
Die evangelisch-lutherische Kirche von Printzheim wurde im 13. oder 14. Jahrhundert erbaut. Aus dieser Zeit ist nur der Glockenturm erhalten, in dessen Chor 2004 mittelalterliche Fresken entdeckt und im folgenden Jahr restauriert wurden. Die Kirche wird seit 1545 für evangelische Gottesdienste genutzt. Das Kirchenschiff wurde 1738 vergrößert, 1873 dem Turm eine Etage hinzugefügt. 1890 wurde das alte Kirchenschiff zerstört und ein neues erbaut.

## Wirtschaft
Das Bild der Gemeinde ist durch Weiden, Äcker und Weinberge geprägt. Wichtige Erwerbszweige der Printzheimois sind Weinbau, die Zucht von Hausschweinen und Hausrindern. Es gibt eine landwirtschaftliche Genossenschaft. Der Schnurgraben fließt durch das Gemeindegebiet.